# Harenchi Gakuen
Harenchi Gakuen (ハレンチ学園 Escuela infame?) es un manga creado por Gō Nagai. Harenchi Gakuen fue uno de los primeros mangas publicados en la revista Shōnen Jump de Shūeisha. Fue publicado varias veces como un one shot y luego fue desde del número 11 de 1968 hasta el número 41 de 1972. Ha sido adaptado en cinco películas en imagen real, un dorama y una OVA, también tiene varias continuaciones en forma de manga. Fue el primer éxito de Gō Nagai.

## Personajes
Jefe (親分 Oyabun?) (Nombre real: Yasohachi Yamagishi (山岸 八十八 Yamagishi Yasohachi?))
Jūbei (十兵衛?) (Nombre real: Mitsuko Yagyū (柳生 みつ子 Yagyū Mitsuko?))
Kōji Fukuro (袋 小路 Fukuro Kōji?)
Sayuri Yoshinaga (吉永さゆり Yoshinaga Sayuri?) conocido como Hige Gojira (ヒゲゴジラ Godzilla barbudo?).

## Contenido de la obra

### Manga
El manga de Harenchi Gakuen comenzó como 4 one shots en 1968, tres en la primera, séptima y novena edición de la revista Shōnen Jump y uno en la edición de abril de la revista Shōnen Book. En el número 11 de 1968 de la revista Shōnen Jump se comenzó a publicar el manga hasta el número 41 de 1972. Fue compilado en 13 tankōbon, en 1976 en 12 bunko. Más tarde en 1988 Kōdansha lo publicó en 7 volúmenes especiales, en 1995 Tokuma Shoten publicó su propia versión especial en 7 volúmenes y en el 2007 Koikeshoin publicó una versión de 6 volúmenes.

### Series televisivas en imagen real
Basados en el manga se crearon cuatro series de televisión en imagen real entre 1970 y 1971.
- Seijun kigeki Harenchi Gakuen (青春喜劇 ハレンチ学園?  Comedia juvenil escuela infame), estrenada el 2 de mayo de 1970.
- Harenchi Gakuen: Karada kensa no maki (ハレンチ学園 身体検査の巻?  Escuela infame: Volumen de la inspección corporal) estrenada el 1 de agosto de 1970.
- Harenchi Gakuen: Tackle kiss no make (ハレンチ学園 タックルキッスの巻 Harenchi Gakuen Takkuru Kissu no maki?, Escuela infame: Volumen del beso embestida) estrenada el 12 de septiembre de 1970.
- Shin Harenchi Gakuen (新・ハレンチ学園?  Nueva escuela infame) estrenada el 3 de enero de 1971.

### Dorama
El 1 de octubre de 1970 se estrenó una serie dorama en el canal 12 Tokyo, conocido ahora como TV Tokyo, abarcó 26 episodios hasta el 1 de abril de 1971.

### Heisei Harenchi Gakuen
Entre el 13 de mayo de 1994 y el 12 de diciembre de 1995 Nagai dibujó un manga como continuación de Harenchi Gakuen llamada Heisei Harenchi Gakuen (平成ハレンチ学園?), este fue publicada en las revistas Manga Gokuraku y Manga Sunday. En 1996 el manga fue adaptado como una OVA, estrenada el 2 de febrero de 1996, y una película en imagen real, estrenada el 2 de febrero de 1996.

### Spin-off
Del manga se ha derivado dos manga spin-off:
- Harenchi Golfer Jūbei (ハレンチゴルファー十べえ Harenchi Gorufā Jūbe?, Golfista infame Jūbe) publicado en el 2005 en revista Big Golf.
- Harenchi Gakuen: The Company (ハレンチ学園 〜ザ･カンパニー〜 Harenchi Gakuen ~Za Kanpanī~?, Escuela infame: la compañia) publicado en la revista Business Jump entre el 2007 y el 2008, fue dibujado por Teruto Aruga con una historia de Nagai.